# حاييم هرتصوغ
اللواء حاييم هيرتزوج (17 سبتمبر 1918 - 17 أبريل 1997) (بالعبرية:חיים הרצוג) ، سياسي وعسكري إسرائيلي وهو الرئيس السادس لإسرائيل (1983 - 1993). ولد في إيرلندا الشمالية لعائلة يهودية محافظة. هاجر إلى فلسطين سنة 1935 والتحق بفرقة الهاجانا. درس الحقوق في معهد الحقوق في القدس ثم التحق بالجيش البريطاني وأصبح ضابط إستخبارات. شارك في حرب فلسطين كضابط في الجيش الإسرائيلي. شغل منصب رئيس جهاز آمان بين 1949 و1950 (وقد كان وقتئذ يسمى قسم الإستخبارات)، وبين 1959 و 1962. تدرج في الرتب العسكرية ليحال على التقاعد سنة 1962 في رتبة ميجر جنرال. اشتغل بعد ذلك في الأعمال الحرة. بعد حرب 1967 عُيّن كحاكم عسكري في الضفة الغربية. بين 1975 و1978 شغل منصب مندوب إسرائيل لدى الأمم المتحدة. سنة 1981 أنتخب كعضو في الكنيست عن حزب العمل، وفي 5 مايو 1983 اُنتخب رئيسا لإسرائيل خلفا ليتسحاق نافون. قام أثناء تولّيه المنصب بأول زيارة يقوم بها رئيس إسرائيلي لألمانيا والصين. توفي في 17 أبريل 1997 ودُفن في جبل هرتسل. يعتبر هو المسؤول الأكبر عن تنفيذ هدم حي المغاربة الملاصق لحائط البراق .

## نشأته
ولد حاييم هرتسوغ في جادة كليفتون بارك في شمال بلفاست في أولستر وهو ابن الحاخام يتسحاق هاليفي هرتسوغ، الذي كان الحاخام الأكبر في أيرلندا من عام 1919 إلى عام 1937 (ولاحقًا فلسطين الانتدابية ودولة إسرائيل)، وزوجته سارة (نيي هيلمان). ولد والده في لومزا فيما كان يعرف آنذاك بكونغرس بولندا، وهي جزء من الإمبراطورية الروسية، ووالدته سارة هيرزوغ ولدت في رادفيلسكيس في ليتوانيا، والتي كانت أيضًا جزءًا من الإمبراطورية الروسية في ذلك الوقت؛ كان جده لأمه عالم التلمود اليهودي الأرثوذكسي شموئيل يتسحاق هيلمان. كان منزل العائلة منذ عام 1919 يقع في 33 شارع بلومفيلد، بورتوبيللو، دبلن.
كان والد هرتسوغ، وهو متحدث أيرلندي يجيد اللغة الأيرلندية، يُعرف باسم "حاخام الشين فين" لدعمه للدايل الأول والقضية الجمهورية الأيرلندية خلال حرب الاستقلال الأيرلندية. درس هرتسوغ في كلية ويسلي في دبلن، وكان منخرطًا مع اتحاد الشباب الصهيونيين ‏ وهابونيم درور، الحركة الصهيونية العمالية، خلال سنوات مراهقته.
هاجرت العائلة إلى فلسطين الانتدابية عام 1935؛ خدم هرتسوغ بعد ذلك في جماعة الهاغاناه اليهودية شبه العسكرية خلال الثورة العربية في فلسطين 1936-1939. درس في الكلية الجامعية بلندن (UCL)، وحصل على بكالوريوس الحقوق من جامعة لندن عام 1941. ثم تأهل لاحقًا كمحامي في جمعية لنكولن. بعد فترة وجوده في الجامعة، شغل هرتسوغ منصب رئيس اتحاد الطلاب اليهود (الاتحاد الدولي اليهودي آنذاك).

## الحياة العسكرية
انضم هرتزوغ إلى الجيش البريطاني خلال الحرب العالمية الثانية، وعمل بشكل أساسي في ألمانيا كقائد دبابة في سلاح المدرعات الملكي. هناك، حصل على اسمه الموازي مدى الحياة "فيفيان" لأن قائده الأول لم يستطع نطق "حاييم". لكن جنديًا يهوديًا آخر أوضح للقائد أن كلمة "فيفيان" هي المعادل الإنجليزي لكلمة "حاييم". تم تكليفه بالانضمام إلى فيلق المخابرات عام 1943. شارك هرتسوغ في تحرير العديد من معسكرات الاعتقال النازية بالإضافة إلى التعرف على الجندي الألماني الأسير باسم هاينريش هيملر. ترك الجيش البريطاني عام 1947 برتبة رائد.
وعاد فور انتهاء الحرب إلى فلسطين. بعد قيام دولة إسرائيل، شارك في الحرب العربية الإسرائيلية عام 1948، حيث خدم كضابط في معارك اللطرون. كان يُنظر إلى خبرته الاستخباراتية خلال الحرب العالمية الثانية على أنه رصيد ثمين، وأصبح بعد ذلك رئيسًا لفرع المخابرات العسكرية في الجيش الإسرائيلي، وهو المنصب الذي خدم فيه من عام 1948 إلى عام 1950 ومرة أخرى من عام 1959 إلى عام 1962. ومن عام 1950 إلى عام 1954، كان عمل كملحق عسكري في السفارة الإسرائيلية في الولايات المتحدة. غادر هرتسوغ واشنطن في سبتمبر 1954. وكان مسؤول في وزارة الخارجية قد أبلغه بأنه على وشك أن يتم إعلانه شخصًا غير مرغوب فيه. وقد اتخذ قرار طرده بعد تحقيق أجراه مكتب التحقيقات الفيدرالي (FBI) في محاولته تجنيد دبلوماسي أردني. تقاعد من الجيش الإسرائيلي عام 1962 برتبة لواء.

## العمل في المحاماة
بعد تقاعده افتتح هرتسوغ مكتب محاماة خاصًا. عاد إلى الحياة العامة عام 1967، عندما اندلعت حرب 1967، كمعلق عسكري لإذاعة إسرائيلية. وبعد الاستيلاء على الضفة الغربية، تم تعيينه حاكمًا عسكريًا للقدس الشرقية ويهودا والسامرة. وفي عام 1972، دخل في شراكة مع مايكل فوكس ويعقوب نئمان، وأنشأ مكتب المحاماة هرتسوغ وفوكس ونيمان، وهو أحد أكبر مكاتب المحاماة في إسرائيل.

## روابط خارجية
- حاييم هرتصوغ على موقع IMDb (الإنجليزية)
- حاييم هرتصوغ على موقع الموسوعة البريطانية (الإنجليزية)
- حاييم هرتصوغ على موقع مونزينجر (الألمانية)
- حاييم هرتصوغ على موقع ميوزك برينز (الإنجليزية)
- حاييم هرتصوغ على موقع إن إن دي بي (الإنجليزية)
- حاييم هرتصوغ على موقع ديسكوغز (الإنجليزية)

وايزمان، إيال (2007). Hollow Land. لندن: Verso. ص. pg.38. ISBN 978-1-84467-125-0. {{استشهاد بكتاب}}: |صفحات= يحتوي على نص زائد (مساعدة)